# ジョン・デービッド・ディーギュ・ラ・トゥッシュ
ジョン・デービッド・ディーギュ・ラ・トゥッシュ（John David Digues La Touche、1861年6月5日 - 1935年5月6日）は、フランスのユグノーを先祖に持ち、イングランドで教育を受け、中国で役人として働き、引退後はアイルランドに住んだ鳥類学者である。

## 略歴
フランス、アンドル＝エ＝ロワール県のトゥールで生まれた。ラ・トゥッシュ家はユグノーを先祖にもつ。教育はイングランドのバース近郊の町で受けた。南京条約で設けられた中国の西洋人が管理する関税徴収機関、清朝海事関税庁(Imperial Maritime Customs Service、大清皇家海関総税務司)で1821年から働き、1921年まで中国に住んだ。引退後はアイルランドのダブリンや、アイルランドの海岸の町Newtownmountkennedyなどに住んだ。マヨルカ島で冬を過ごし、帰国中の船中で死亡した。
中国での役人の時代に、中国の鳥類などの動物の観察や標本を集め、著書、『中国東部の鳥類の手引き』("A Handbook of the Birds of eastern China":1925–1934)をロンドンの出版社から出版した 。鳥類以外に爬虫類、哺乳類の標本も集めた。中国固有のヒタキ科の鳥類 Niltava davidi などを記載した。
ロンドン自然史博物館のオールドフィールド・トーマスによって、スミイロオヒキコウモリ（Tadarida latouchei）の学名に献名された。